# Statsamt
Statsamt eller stiftamt var tidligere et ekspeditionskontor for statsadministrationen. Statsamtet blev ledet af en amtmand udpeget af Indenrigsministeriet. I Københavns Kommune varetoges opgaverne af Københavns Overpræsidium, som ledtes af Københavns overpræsident. Indtil udgangen af 2006 var Danmark på nær Københavns Kommune inddelt i 14 statsamter. Frederiksberg Kommune og Københavns Amt udgjorde tilsammen Statsamtet København, men alle andre amter (herunder også Bornholms Amt efter amtet blev til Bornholms Regionskommune) svarede præcis til statsamterne.
Som led i Strukturreformen blev statsamterne per 1. januar 2007 samlet i de 5 regionale statsforvaltninger, der afløste de 14 statsamter samt Københavns Overpræsidium, og som desuden overtog en del af amternes opgaver. 
2019 blev det til Familieretshuset.

## Statamternes opgaver
- Separation og skilsmisse
- Børne- og ægtefællebidrag
- Samvær
- Forældremyndighed
- Faderskab
- Værgemål
- Adoption
- Navne
- Værnepligt
- Klager i forbindelse med social- og byggelovgivningen
- Indfødsret
- EU-borgeres ophold
- Tilsyn med både amt og kommuner
- Sekretariat for De Psykiatriske Patientklagenævn